# NGC 7108
NGC 7108 је елиптична галаксија у сазвежђу Водолија која се налази на NGC листи објеката дубоког неба.
Деклинација објекта је - 6° 42' 31" а ректасцензија 21h 41m 53,7s. Привидна величина (магнитуда) објекта NGC 7108 износи 14,1 а фотографска магнитуда 15,1. NGC 7108 је још познат и под ознакама NGC 7111, MCG -1-55-2, PGC 67189.